# Restauració digital de documents
La restauració digital (o restauració òptica digital) de documents escrits i gràfics engloba els processos de restauració aplicats a la imatge digital obtinguda de documents originals escrits i gràfics sobre material orgànic: paper, pergamí i pell; suports de peces com llibres, manuscrits, mapes, dibuixos, gravats i fotografies, que han estat sotmesos a un procés de digitalització per protegir-los de la degradació.

## El problema de la degradació de documents escrits i gràfics
Els documents escrits i gràfics presenten unes degradacions intrínseques dels materials que solen constituir-los. La següent taula recull un resum de les principals degradacions, indicant-ne les causes més freqüents:
| Material                      | Degradacions                                                                                        | Causes |
| ----------------------------- | --------------------------------------------------------------------------------------------------- | --- |
| Pergamí                       | Taques / Dureses / Forats / Marques                                                                 | Defectes o malalties implicades en la pell de l'animal                                                                         |
| Pergamí                       | Rigidesa / Greixós / Tou o poc consistent                                                           | Defectes de fabricació |
| Pergamí                       | Clivelles / Arrugues                                                                                | Heterogeneïtat higroscòpica |
| Paper                         | Esgrogueïment, enfosquiment o pèrdua de brillantor / Fragilitat / Trencadís / Inestabilitat química | Utilització de pasta de fusta o pasta de paper amb components àcids durant la fabricació                                       |
| Paper                         | Esgrogueïment, enfosquiment o pèrdua de brillantor / Fragilitat / Trencadís / Inestabilitat química | Aigua de pH àcid durant la fabricació                                                                                          |
| Paper                         | Esgrogueïment, enfosquiment o pèrdua de brillantor / Fragilitat / Trencadís / Inestabilitat química | Adhesius de pH àcid durant la fabricació                                                                                       |
| Paper                         | Taques / Transparències / Descamacions                                                              | Aigua o càrregues amb impureses afegides a la pasta de paper durant la fabricació                                              |
| Tintes no metàl·liques        | Pèrdua d'adhesió / Descamació / Clivellat                                                           | Defecte de fabricació ja que és una barreja poc proporcionada o amb incompatibilitat dels ingredients                          |
| Tintes no metàl·liques        | Pèrdua d'adhesió / Descamació / Clivellat                                                           | Envelliment i pèrdua d'aglutinant                                                                                              |
| Tintes no metàl·liques        | Pèrdua de la intensitat del color                                                                   | Envelliment dels pigments o colorants                                                                                          |
| Tintes no metàl·liques        | Pèrdua de la intensitat del color                                                                   | Vulnerabilitat al fregament, la humitat i la llum                                                                              |
| Tintes no metàl·liques        | Viratge del color                                                                                   | Reaccions químiques dels pigments o colorants                                                                                  |
| Tintes metal·loàcides         | Acidesa / Corrosió de la tints / Expansió de l'aureola / Perforació o desintegració del suport      | Utilització d'una sal metàl·lica i compostos orgànics que combinats amb agents externs poden produir àcid                      |
| Tintes d'impressió            | Taques o esgrogueïment en el suport al voltant de la zona d'impressió o la grafia                   | L'oli utilitzat a la fabricació com a dissolvent no es troba purificat                                                         |
| Tintes d'impressió            | Taques o esgrogueïment en el suport al voltant de la zona d'impressió o la grafia                   | Ús d'olis d'assecat lent |
| Tintes d'impressió            | Taques o esgrogueïment en el suport al voltant de la zona d'impressió o la grafia                   | Utilització de paper molt porós                                                                                                |
| Tintes d'impressió            | Pèrdua d'adhesió i despreniment                                                                     | L'oli, utilitzat a la fabricació com a dissolvent, es troba excessivament desgreixat                                           |
| Tintes d'impressió            | Pèrdua d'adhesió i despreniment                                                                     | Ús d'un excés d'assecant durant la fabricació                                                                                  |
| Tintes pictòriques            | Descamació de la capa pictòrica                                                                     | Tractaments fets durant la preparació del pergamí per fer la il·luminació, com ara l'ús d'oli de llinosa o clara d'ou          |
| Imatges en plata              | Canvi de to / Pèrdua de la densitat general del registre                                            | Oxidoreducció de la plata (mirroring)                                                                                          |
| Imatges en plata              | Esgrogueïment / Pèrdua de densitat / Taques marronoses o grogues                                    | Sulfuració, que es pot deure a causes atmosfèriques o al sofre present a l'emulsió, procedent de residus químics del processat |
| Cosit                         | Deteriorament de les pàgines per la zona del cosit                                                  | Ús de fil sintètic, construcció del suport                                                                                     |
| Cosit                         | Deformacions del bloc                                                                               | Cosit fluix, mancat de tensió                                                                                                  |
| Cosit                         | Estrips als plecs                                                                                   | Cosit molt tens, poc flexible                                                                                                  |
| Adhesius                      | Taques / Esgrogueïment / Pèrdua d'adhesió                                                           | Envelliment dels components |
| Adhesius                      | Taques / Esgrogueïment / Pèrdua d'adhesió                                                           | Ús de components amb pH àcid durant la fabricació                                                                              |
| Adhesius                      | Rigidesa, pèrdua de flexibilitat                                                                    | Cristal·lització d'adhesius d'origen animal                                                                                    |
| Tapes de fusta o d'encartonat | Defoliació                                                                                          | Degradació dels adhesius o excés de premsat durant la fabricació                                                               |
| Tapes de fusta o d'encartonat | Acidesa                                                                                             | Utilització de fustes que emanen àcid o papers i cartrons de pH àcid                                                           |
| Tapes de fusta o d'encartonat | Deforacions                                                                                         | Ús de part de la medul·la del tronc o fusta nuosa. Encartonat amb la direcció de les fibres perpendicular al llom.             |
| Pell                          | Pèrdua de la resistència i l'elasticitat                                                            | Envelliment del col·lagen, per processos d'hidròlisis àcida i oxidació                                                         |
| Pell                          | Despreniment de la flor                                                                             | Mala qualitat de la pell adobada                                                                                               |
| Pell                          | Enduriments                                                                                         | Procés d'adob poc perfeccionat                                                                                                 |
| Pell                          | Taques / Marques                                                                                    | Tenyit molt heterogeni |

## Digitalització de documents originals
El procés de digitalització converteix un contingut originalment produït en suport físic o analògic en format digital, de manera que comporta un canvi de suport i de format documental. La digitalització en el cas de documents escrits, impresos o gràfics, aquest procés es duu a terme amb la captura de la imatge del document mitjançant la utilització de la següent tecnologia:
- Escànner
- Càmera digital

### Objectius de la digitalització
Els formats i els processos estan consolidats i normalitzats, i s'escullen basant-se en l'objectiu de la digitalització, que pot ser per:
- Preservació del patrimoni bibliogràfic. En substituir els antics processos de microfilmació i fotografiat per escanejats i fotografies en alta resolució es minimitza la manipulació dels documents originals amb la creació de facsímils, alhora que s'obté una còpia de seguretat de cada document.
- Difusió a la comunitat universitària i investigadora i a la societat en general de la riquesa del patrimoni bibliogràfic i de les fonts d'investigació per la història del nostre país, l'edició de textos clàssics, la història de la ciència, del dret... La creació de facsímils (reproduccions digitals i/o analògiques de l'obra), permet exposar-los en àrees de contacte directe, i si l'obra digitalitzada es restaura digitalment (reintegració òptico-digital de tots els seus elements iconogràfics i textuals), pot millorar-ne la llegibilitat i el seu estudi posterior.
- Optimització de l'accés a la informació. L'objecte digitalitzat pot formar part de bases de dades digitals relacionals i difondre's per la xarxa. A més es poden afegir metadades al fitxer, dotant-lo de la possibilitat de recuperació per tema, autor,... la digitalització permet estalviar desplaçaments als usuaris i gestions a l'entitat depositària (biblioteca, arxiu, centre de documentació…).

#### Objectius de la digitalització des de la perspectiva patrimonial
Des de la perspectiva patrimonial, les digitalitzacions dels originals i de les seves rèpliques han de ser:
- D'alta fidelitat (imatges d'alta resolució òptica).
- Amb un control de qualitat que asseguri una concordança fidedigna entre original i còpia digital.
- En cas de restauració digital (òptica digital) ha de permetre la màxima restitució de continguts i de la seva llegibilitat mitjançant programari d'edició i tractament de la imatge i text.

### Formats de treball
L'ús més freqüent dels documents digitals és la preservació i/o l'accés. Per això, segons l'ús que se’n faci, es recomanen dos formats diferents:
- Preservació: per conservar la còpia exacta del document original.
- Accés: per proporcionar un accés ràpid i de bona qualitat a fitxers de text i/o imatge a través de servidors (accés per Internet).

El format, la resolució, la definició i/o la compressió la determinen el tipus de document i les necessitats d'ús. Cal tenir en compte que, com més gran és la resolució de la imatge (com més punts per polzada -ppp- té), més gran és l'espai de disc que ocupa, i això comporta un cost més alt.
Les següents taules recullen els paràmetres estandarditzats pels documents escrits i gràfics digitalitzats segons l'ús:
| Tipus de document                                            | Format                                     | Resolució                                                                          | Definició                                                           | Compressió                                                             |
| ------------------------------------------------------------ | ------------------------------------------ | ---------------------------------------------------------------------------------- | ------------------------------------------------------------------- | ---------------------------------------------------------------------- |
| Text imprès (llibres, publicacions periòdiques, partitures…) | TIFF preferent JPEG2000 com a segona opció | 300 ppp Recomanat 400 ppp si s'ha d'aplicar Reconeixement òptic de caràcters (OCR) | Original b/n: 8 bits escala de grisos Original color: 24 bits color | Sense compressió o comprimit sense pèrdua (LZW) Comprimit sense pèrdua |
| Manuscrits                                                   | TIFF preferent JPEG2000 com a segona opció | 300 ppp                                                                            | Original b/n: 8 bits escala de grisos Original color: 24 bits color | Sense compressió o comprimit sense pèrdua (LZW) Comprimit sense pèrdua |
| Mapes                                                        | TIFF preferent JPEG2000 com a segona opció | 500 ppp                                                                            | Original b/n: 8 bits escala de grisos Original color: 24 bits color | Sense compressió o comprimit sense pèrdua (LZW) Comprimit sense pèrdua |
| Fotografies                                                  | TIFF preferent JPEG2000 com a segona opció | 500 pppAccés                                                                       | Original b/n: 8 bits escala de grisos Original color: 24 bits color | Sense compressió o comprimit sense pèrdua (LZW) Comprimit sense pèrdua |

| Tipus de document                                            | Format         | Resolució                 | Definició                 | Compressió                 |
| ------------------------------------------------------------ | -------------- | ------------------------- | ------------------------- | -------------------------- |
| Text imprès (llibres, publicacions periòdiques, partitures…) | JPEG, GIF, PDF | JPEG: 150 ppp GIF: 72 ppp | JPEG: 24 bits GIF: 8 bits | JPEG: baixa GIF: estàndard |
| Manuscrits                                                   | JPEG, GIF, PDF | JPEG: 150 ppp GIF: 72 ppp | JPEG: 24 bits GIF: 8 bits | JPEG: baixa GIF: estàndard |
| Mapes                                                        | JPEG, PDF      | 300 ppp                   | 24 bits o 8 bits          | Compressió baixa           |
| Fotografies                                                  | JPEG, PDF      | 300 ppp                   | 24 bits o 8 bits          | Compressió baixa           |

## Restauració òptica digital de textos i d'imatges
Els processos de restauració òptica digital augmenten la qualitat de l'escaneig de la imatge i permeten retirar virtualment totes aquelles les alteracions que presenta el document i no s'han pogut intervenir en el procés de conservació i restauració de l'original, descobrint àrees ocultes i/o inaccessibles sense perjudicar el document. Un document digitalitzat és reproduïble i útil per a la difusió i possibilita preservació de l'original amb la creació de rèpliques facsímils.
Els processos de restauració òptica digital sobre les rèpliques digitals (o facsímils) han de respectar la genuïnitat dels continguts documentals, ja que es tracta d'accions encaminades a la preservació i recuperació de l'obra original. Es tracta de recuperar la seva llegibilitat gràfica, fent-lo perdurable, reproduïble, i útil pels mitjans de difusió i investigació en diversos tipus de format (físic i digital), sense perjudicar la seva integritat i funcionalitat documental.
En el procés de restauració òptica digital, es compleixen totes les condicions que estableix La Carta del Restauro de 1987, i que defineix en el seu article 2:
- Conservació: el conjunt d'actuacions de prevenció i salvaguarda, encaminades a assegurar una duració, que pretén ser il·limitada, per la configuració material de l'objecte.
- Salvaguarda: qualsevol mesura de conservació i prevenció que no impliqui intervencions directes sobre l'objecte considerat.

- Restauració: qualsevol intervenció que, respectant els principis de la conservació i sobre la base d'un reconeixement cognoscitiu previ, es dirigeixi a restituir l'objecte, dins del que sigui possible, una relativa legibilitat i, on sigui necessari, l'ús.
- Manteniment: el conjunt d'accions recurrents en els programes d'intervenció, encaminades a mantenir els objectes d'interès cultural en condicions òptimes d'integritat i funcionalitat, especialment després que hagin patit intervencions excepcionals de conservació i/o restauració.

Existeixen diversos processos de tractament de la imatge i restauració òptica digital, en cada cas cal avaluar la conveniència de l'aplicació d'aquests processos segons el tipus de documentació digitalitzada:

### Processament gràfic de la imatge digital
En els processos de postescanejat (digitalització) les tècniques més utilitzades i comunes per a la millora de la imatge són:
- Aplicació d'eines vectorials. El model de dades vectorial permet representar el text i gràfics d'un document digitalitzat mitjançant una estructura de vectors que descompon el gràfic en elements que es poden editar separadament i recrear virtualment aquests elements. Inclou els gràfics vectorials, les corbes de Bézier idònies per reintegrar zones puntuals de textos o símbols).
- Tractaments de neteja i supressió de soroll visual (present a tot tipus d'imatges, és habitualment anomenat com a 'gra d'imatge').
- Eliminació de l'efecte moaré o moiré (descreening).
- Correcció del color.
- Eliminació de punts (despeckling).
- Optimització de la lluminositat, el contrast i la gamma.
- Eliminació de contorns.
- Enquadrament i eliminació de marges (cropping).
- Eliminació d'obliqüitat i correcció de l'orientació i de curvatura (deskewing).
- Fusió, refosa (merging) i separació (split).
- Ajust de nitidesa (sharpenning).

### Processament del text escanejat
En el cas de documentació textual el tractament postdigitalització pot implicar un tractament de restauració digital que inclogui els anteriors, però amb objectius diferenciats:
- Ressaltat del text.
- Decoloració del fons.
- Eliminació de taques.
- Reconeixement òptic de caràcters (OCR), per tal d'afegir funcionalitats al document digital (com la funció de cerca de paraules, enllaços externs…).

Tots aquests tractaments d'edició i retoc digital tenen un efecte sobre la presentació de sortida de la imatge i la grandària del fitxer emmagatzemat.

### Programari d'edició pel tractament i restauració d'imatges digitalitzades
El procés de digitalització dels documents escrits i gràfics permet respectar els originals i realitzar un tractament de restauració de les imatges digitalitzades sense haver d'intervenir els originals. Per al tractament d'imatges digitals existeixen molts programes informàtics, els més professionals i/o reconeguts (destaquen per la seva aplicació en restauració de fotografies antigues) són:
- Adobe Photoshop
- Retouch Pilot[10]
- AKVIS Retoucher[11]
- PhotoPlus Image Editing[12]

### Exemples de treballs de restauració òptica digital

#### Digitalització, documentació i restauració òptica dels documents d'Isabel la Catòlica del Monestir de Guadalupe
Es tracta d'un projecte que engloba un procés de conservació i restauració dels documents originals d'Isabel la Catòlica, del Monestir de Guadalupe i el tractament digital que es va fer d'aquests amb l'emissió de tres facsímils tant per a l'estudi com per a la seva exposició: un producte de la digitalització en l'estat inicial del document sense restaurar, el segon digitalitzant l'original un cop restaurat i el tercer tal com seria en el moment de la seva creació.
En aquest projecte la importància i característiques úniques dels documents ha comportat un procés digitalitzador d'alta resolució que permet una reproducció facsímil que dota als documents digitals d'alt valor documental. La restauració òptica documental s'ha realitzat per cada document partint de la digitalització de l'original sense restaurar i de l'original restaurat.
Passos seguits:
- Fotografiar digitalment en formats natius TIFF-RAW.
- Realització d'estudis paleogràfics imprescindibles per la reintegració òptica de textos i grafies.
- Restauració òptica de cada pàgina dels documents, que ha inclòs la reintegració òptica de suports, segells, filigranes poc definides, danyades o amb pèrdues i textos o signes gràfics en general.
  - Tècniques utilitzades: gràfics vectorials, ús de corbes de Bézier, màscares vectorials dels contorns (textos, suports), mosaics de matriu 3D, màscares per determinar el color mitjà de l'àrea analitzada a la imatge de mapa de bits i elaboració de capes. Amb aquests tractaments es poden treballar vectorialment les formes textuals (vores clares i definides, amb diferents opcions de fusió), afegir i/o treure elements de les àrees cobertes amb la màscara. En el cas de reintegració de traços d'escriptura s'apliquen eines de dibuix (de forma o de ploma). Altres eines utilitzades són les de clonació i pinzell històric(útils en neteges simples de suports, protegint prèviament els contorns dels textos).

#### Retoc digital d'un manuscrit amb tintes ferrogàl·liques
La tasca del conservador restaurador, en aquest cas es realitza sobre la digitalització d'un manuscrit procedent de l'Arxiu Històric de la Ciutat de Barcelona. Aquest manuscrit presentava un estat de deteriorament que dificultava llegir-ne el contingut. El retoc digital de la imatge proporcionada tenia com a objectiu possibilitar la interpretació del text.
Mitjançant el retoc digital i la superposició de capes es conserva la textura tant de les tintes com del paper original i s'aconsegueix un traçat nítid novament llegible (en casos com aquest són necessaris coneixements de paleografia per tal de tractar la imatge i els textos manuscrits correctament).

#### Conservació i restauració digital de música en format gràfic
José R. Hilera i M. Ángeles Fernández de Sevilla han tractat el tema de conservació i restauració digital del patrimoni musical, tant sonor com documental. El tractament de digitalització de les partitures, en les quals està registrada l'obra musical de forma escrita, ofereix la possibilitat d'emmagatzemar en suport magnètic i òptic les imatges corresponents a la partitura, fet que permet conservar la composició, encara que el document imprès o manuscrit original pateixi o pugui patir algun deteriorament.
L'interès d'aquest procés de digitalització i restauració digital pot consistir en: 
- Garantir el seu ús en el futur, per part d'intèrprets, protegint de la manipulació a l'original.
- Interès investigador, per possibles estudis històrics, autogràfics, grafològics,... quan es tracta del document manuscrit pel mateix autor de l'obra.

Aquesta forma de conservació del patrimoni musical només requereix un dispositiu de digitalització d'imatges (escàner i/o càmera digital) i un programa d'edició gràfica, que permet guardar el document en un format digital i alhora la intervenció sobre el document digital:
- Processament gràfic de la imatge.
- Restauració digital de la imatge obtinguda del patrimoni musical imprès (eliminant els defectes del paper, les taques, o recomponent els fragments en cas de partitures conservades fragmentàriament o parcialment).
- Reconeixement òptic de partitures i conversió a arxius MIDI, amb editors MIDI (permeten transcriure automàticament la simbologia habitual del llenguatge musical), i es poden corregir aquelles parts que no es corresponen amb l'obra original (per possibles defectes o degradacions patides per la partitura en paper). És una alternativa per la conservació del patrimoni musical, perquè a partir d'un arxiu MIDI sempre es pot recuperar la composició original. Un dels programes de reconeixement de partitures més conegut és SmartScore.[15]